# Юмиж
Юмиж (устар. Юмыж, Юмеж, Устюмеж) — река в России, протекающая по трём районам Архангельской области: Устьянскому, Шенкурскому и Верхнетоемскому. Является левым притоком реки Северная Двина. В списке Двинских земель (XV век) ростовского князя Фёдора Андреевича, река упоминается как Юмыш. Длина реки — 180 км, площадь водосборного бассейна — 1825 км².

## Течение
Юмиж начинается на севере Устьянского района Архангельской области и течёт поначалу строго на север. Высота истока — 190 м над уровнем моря. В верхнем течении Юмиж пересекает границу трёх районов Архангельской области и входит на территорию Шенкурского района. В верхнем течении ширина русла Юмижа колеблется от 5 до 15 м. На реке встречается множество завалов и порогов. Течение быстрое, берега высокие. Пройдя около 35 км по территории Шенкурского района, Юмиж поворачивает на северо-восток и выходит на территорию Верхнетоемского района. Всё верхнее и среднее течение Юмижа не заселено. В среднем течении русло Юмижа немного расширяется, а в остальном среднее течение похоже на верхнее. В нижнем течении (после впадения Ваймижа), Юмиж значительно расширяется, появляются деревни. Юмиж впадает в Северную Двину у деревни Власьевская Верхнетоемского района. Высота устья — 21 м над уровнем моря.

## Притоки
- Ангарица
- Берёзовка (правый)
- Ваймиж (правый)
- Ваневаж (правый)
- Нествеж
- Поваж
- Целюга (левый)

## Населённые пункты на реке Юмиж
Село Юмиж, включающее 6 деревень на реке с одноимённым названием. Деревни отходят от автодороги «Усть-Вага — Ядриха» на расстояние до 15 км вверх по течению реки Юмиж:
- Васино, бытовое название — д. Самылиха
- Николаевское село, бытовое название — д. Бор
- Прилуковская, бытовое название — д. Королиха
- Дроздовская, бытовое название — д. Поздийха
- Набережная, бытовое название — д. Послуда
- Ларионовская, бытовое название — д. Верхний конец

В устье реки находятся две деревни Афанасьевского сельского поселения:
- Алексеевская, бытовое название — д. Усть-Юмиж
- Власьевская, бытовое название — д. Заричье

## Топографические карты
- Лист карты P-38-65,66 Сосновый. Масштаб: 1 : 100 000. Указать дату выпуска/состояния местности.
- Лист карты P-38-77,78 Каменное. Масштаб: 1 : 100 000. Указать дату выпуска/состояния местности.
- Лист карты P-38-75,76 Россохи. Масштаб: 1 : 100 000. Указать дату выпуска/состояния местности.